# Vallarheiði
Vallarheiði war der Name des Gebietes im Südwesten von Island, das die Iceland Defense Force genutzt hatte.
Es liegt in der Gemeinde Reykjanesbær auf der Halbinsel Reykjanesskagi.
Das Areal grenzt östlich an den Flughafen Keflavík und liegt südlich der Städte Njarðvík  und Keflavík.
Nachdem die US-amerikanischen Streitkräfte Island im September 2006 verlassen hatten, wurden die Gebäude einer anderen Nutzung zugeführt und im April 2009 wurde das Gebiet in Ásbrú umbenannt.
Die Reykjanesbraut  und der Hafnavegur  führen in dieses Gebiet.